# ヤクブ・ウコフスキ
ヤクブ・ウコフスキ（Jakub Łukowski 、1996年5月25日 - ）は、ポーランド・ブィドゴシュチュ出身のプロサッカー選手。エクストラクラサ・ヴィジェフ・ウッチ所属。ポジションは、ミッドフィールダー（ウイング）。